# 王志安 (香港)
王志安（1978年12月14日—），男，生於香港，香港歌手和演員，EO2組合成员。

## 唱片
- 2002年：魅力移動（與E-kids，張詠詩合輯）

唱片公司：Stareast Music
- 2002年：我知道

唱片公司：Stareast Music
1. Computer Data File
2. 我知道 Music Video
3. 魅力移動（國）Music Video
4. 普通朋友 Music Video
5. 魂遊 Music Video
6. 普通朋友 (Rage Mix) Music Video
7. 我知道
8. Kiss Kiss - EO2/李蘢怡
9. 守護星
10. 魅力移動（國）
11. 第一次擁抱（國）
12. 普通朋友
13. 魂遊
14. 普通朋友 (Rage Mix)

- 2004年：EO2004

唱片公司：Stareast Music
1. 愛壞人
2. A Better Day
3. 兼職綁匪
4. Cheeze
5. 驚動
6. 大丈夫
7. 真要命（國）
8. 讓我對你好（國）
9. 尋人啟事（國）
10. 真愛入侵（國）
11. 重燃

- 2005年：Hang Over

唱片公司： StarJ Music
1. 大搖大擺
2. 內疚
3. 大搖大擺（大鑼大鼓mix）featuring Ghoststyle
4. 內疚（純鋼版）

- 2006年：EO2 STAND 4

唱片公司：Snazz Music Limited
1. 大難不死
2. 手忙腳亂
3. 京華春夢
4. 回憶攻略
5. 上上下下左左右右（B）(A)
6. 繼續唱

- 2008年11月11日：Ladies' Nite

唱片公司：Snazz Music Limited
1. Ladies' Nite
2. 一天
3. 舞林群英
4. 差不多先生
5. 男人的錯

- 2013年：Last Dance

唱片公司：Snazz Music Limited
1. Wooh Yeah
2. Goodbye Summer

## 電影
2000
- 《焚獸之都》

2002
- 《無間道》
- 《飛虎雄師》 飾 幸運倫

2003
- 《飛虎雄師》之中環茶室兇殺案 飾 幸運倫
- 《飛虎雄師》之劫金風暴 飾 幸運倫
- 《飛虎雄師》之救世者 飾 幸運倫
- 《飛虎雄師》之再戰江湖 飾 幸運倫
- 《飛虎雄師》之復仇 飾 幸運倫
- 《飛虎雄師》之邊緣人 飾 幸運倫
- 《飛虎雄師》之點指兵兵 飾 幸運倫
- 《飛虎雄師》之英雄本色 飾 幸運倫
- 《飛虎雄師》之槍王行動 飾 幸運倫

2003
- 《一切由零開始》
- 《大丈夫》 飾 記者

2005
- 《黑白戰場》 飾 龜
- 《PTU女警之偶然陷阱》
- 《魔幻賭船》
- 《雀聖2自摸天后》 飾 Tony Jay Jay

2006
- 《高踭》 飾 輝
- 《死心不息》
- 《半醉人間》 飾 Daniel

2007
- 《美女食神》 飾 綁匪
- 《一樓一鬼》 飾 外賣仔
- 《危險人物》 飾 CID
- 《小心眼》 飾 村民
- 《單身部落》飾 炮友

2008
- 《機動部隊—伙伴》 飾 PTU
- 《機動部隊—絕路》 飾 PTU
- 《硬汉》 飾 細佬
- 《蠍子》 飾 殺手

2009
- 《流浪漢世界盃》 飾 Paul少

2010
- 《72家租客》 飾 秋田館送貨員

2011
- 《我愛HK開心萬歲》 飾 杜氏一族
- 《戀夏戀夏戀戀下》 飾 跳樓者

2012
- 《2012我愛HK喜上加囍》 飾 Roberto保鏢
- 《等我愛你》 飾 Alex
- 《非狐外傳》 飾 神棍大俠

2013
- 《2013我愛HK恭囍發財》 飾 王二廚

2014
- 《奇緣灰姑娘》 飾 軍裝警員

2015
- 《我是路人甲》 飾 排舞師

2016
- 《刑警兄弟》 飾 保安

2017
- 《女士復仇》 飾 黑邦頭目

2018
- 《戰略》 飾 恐怖份子

2019
- 《催眠·裁決》 飾 重犯

2025
- 《贖夢》 飾 人格分裂客人

## 港台電視劇
2002
- 《鐵窗邊緣》— 非常普通人

2003
- 《都市陷阱》— 黑過墨斗
- 《執法群英II》— 旱天雷

2005
- 《積金創未來》— 一言為定
- 《反鬥多聲道》— Let It Be Me

2005
- 《歡樂滿屋》— 少林法團

2008
- 《鐵窗邊緣2008》 — 假如我是平常人

2011
- 《火速救兵II》- 閃燃報告

2012
- 《監警有道》

2014
- 《申訴》
- 《警訊》- 毒蘋果

2015
- 《火速救兵III》- A186

2016
- 《申訴五分鐘》

2017
- 《申訴II》

## TVB電視劇
2009
- 《大冬瓜》 飾 粥

2011
- 《四葉草》

2014
- 《使徒行者》飾 姜俊新
- 《再戰明天》飾 鍾以碩
- 《飛虎II》飾 AK

2015
- 《以和為貴》飾 戴永堅 (大癲)

2016
- 《波士早晨》飾 路在山
- 《末代御醫》飾 童鐵骨
- 《殭》飾 趙軍
- 《流氓皇帝》飾 學生領袖

2017
- 《幕後玩家》

## 舞台劇
2004
- 《森美小儀歌劇團》- 早安啊!曼克頓 飾 迪克探長

2006
- 《森美小儀歌劇團》- Big Nose 飾 獅子
- 《61制作》- 大煞風景 飾 仆仔

2007
- 《新城楊千嬅音樂劇》- 烈女風雲 飾 飛仔

2009
- 《61制作》- 黑色的夢音樂劇場-大世界 飾 潮班

2010
- 《秒速18米》 飾 體育評論員
- 《61制作》- 黐膠花園 表演 亮燈爸爸

2011
- 《61制作》- 火火黑色有魔劇場映画-戀 love love 飾 OTTO
- 《61制作》- 火火黑色有魔劇場映画-戀 love love<RE-RUN> 飾 OTTO

2012
- 《61制作》- 火火黑色有魔劇場映画-愛可以多狗 飾 PC624

2013
- 《61制作》- 火火黑色有魔劇場映画-賤泥積木 飾 王國
- 《61制作》- 黐膠花園正能樣 表演 時間錦囊

## TVB
2010
- 超級無敵獎門人

2012
- 獎門人春之日旅遊節目

2013
- 超級無敵獎門人 -（終極篇）

## ATV
2012
- 娛樂CIA

## ViuTV
- 精裝送禮仔
- 英格蘭足總盃
- 晚吹-Close噏

## 電台節目主持
2009
Uonlive潮頻道
- 《EO一小時》
- 《轟轟轟》
- 《大哥小妹》

2012
- 《黑森林》DBC 香港數碼廣播有限公司

2016
- 《怪談2.0》DBC 香港數碼廣播有限公司

2018
- 《怪談直播》Facebook Live

## 創意製作
2023
- 《幻彩耀濠江》- 澳門美高梅-下環區《潮玩媽閣》

## 監制
2006
- 《61制作》- 大煞風景

2009
- 《61制作》- 黑色的夢音樂劇場-大世界

2010
- 《61制作》- 黐膠花園 表演 亮燈爸爸

2011
- 《61制作》- 火火黑色有魔劇場映画-戀 love love
- 《61制作》- 火火黑色有魔劇場映画-戀 love love<RE-RUN>

2012
- 《61制作》- 火火黑色有魔劇場映画-愛可以多狗

2013
- 《61制作》- 火火黑色有魔劇場映画-賤泥積木
- 《61制作》- 黐膠花園正能樣

2014
- 《Dance @ LIVE》國際舞蹈比賽

## 監制/導演
2016年澳門農曆新年花車匯演
- 《福星澳遊耀新歲》

2017年澳門農曆新年花車匯演
- 《百鳥朝鳳報春曉》

2018年澳門農曆新年花車匯演
- 《華麗盛宴旺財年》

2020年澳門農曆新年花車匯演
- 《金鼠賀歲囍臨門》

2023年澳門農曆新年花車匯演
- 《兔躍盛世歡樂春節》

2024年澳門農曆新年花車匯演
- 慶祝澳門特別行政區成立25周年
- 《騰龍運鑽歡樂春節》

2025澳門農曆新年花車匯演
- 《金鱗昇輝歡樂春節》

## 編劇
2017
- 《奇幻民宿》

## 編舞
廣告
2020
- 《中信銀行（國際）》

2021
- 《道地解茶 - DearJane》

2024
- 《CLARINS - 林明禎 X 魏浚笙Jeffrey》

電影
2011
- 《算吧啦! 老豆!》

2012
- 《我愛HK喜上加喜》

2015
- 《老笠》
- 《我是路人甲》

2017
- 《我的日記》

2023
- 《夜校》

演唱會
2004
- 《早安呀!曼克頓 》森美小儀歌劇團

2005
- 《903 明星藍球賽》 - 打氣舞
- 《陳奕迅拉闊音樂會》

2006
- 《森美小儀歌劇團》- BIG NOSE
- 《大煞風景》
- 《陳奕迅 Get a Life演唱會》
- 《新世界中心好玩到新年》
- 《叱咤樂壇流行榜頒獎禮》

2007
- 《鬆的!衣池瀨》- I LOVE YOU BOYZ
- 《Cash 流行金曲頒獎典禮》
- 《演藝人協會十四週年》
- 《新城周禮茂好友演唱會》
- 《新城唱好古巨基音樂會》
- 《烈女風雲》
- 《森美小儀歌劇團》- Lokamochi Mamiba
- 《音樂遊擊》- 鄭融 x EO2
- 《音樂遊擊》- 薜凱琪 x 森美移動

2008
- 《麥當奴手牽手小童星大世界音樂會》
- 《演藝人協會十五週年》
- 《拉闊音樂會》- 陳奕迅,方大同,謝安琪,EO2
- 《拉闊音樂會》- 古巨基,吳雨霏,王苑之,張繼聰
- 《鍾鎮濤演唱會》

2009
- 《大世界》
- 《拉闊音樂擂台》- 陳偉霆 x 狄易達
- 《拉闊音樂擂台》- 麥俊龍 x 張繼聰
- 《拉闊音樂擂台》- 農夫 x I LOVE YOU BOYZ
- 《青少年 HIPHOP 大匯演》
- 《Mr. Weather 沙灘派對》
- 《林敏聰好友演唱會》
- 《十人巷黃白大戰》
- 《森美小儀歌劇團》- 加樽抽
- 《克拉克渡假城開幕》
- 《演藝人協會十六週年》
- 《亞洲星光大道總決賽》
- 《艾粒大戰核能人》

2010
- 《森美小儀歌劇團》- PRISON DE BALLET
- 《戀 LOVELOVE》
- 《爆響口》- 鄒凱光 x 余廸偉
- 《農夫 DOWN TO EARTH 2010》
- 《土屋安娜 HEY YOU 1ST LIVE IN HONG KONG》
- 《張繼聰 123 演唱會》
- 《演藝人協會十七週年》
- 《電訊盈科 - 香港電訊週年聯歡晚會》

2011
- 《加拿大超級慈善獎門人》
- 《情聖》- 森美
- 《903 明星藍球賽》- 打氣舞
- 《戀 LOVE LOVE》- RE-RUN
- 《電訊盈科 - 香港電訊週年聯歡晚會》
- 《叱咤樂壇流行榜頒獎禮》

2012
- 《周柏豪 IMPERFECT LIVE 2012》
- 《一尾講自爆》- 農夫
- 《903 明星藍球賽》- 打氣舞
- 《愛可以多狗》
- 《叱咤樂壇流行榜頒獎禮》

2013
- 《黐膠花園正能樣》
- 《電訊盈科 - 香港電訊週年聯歡晚會》
- 《叱咤樂壇流行榜頒獎禮》
- 《澳門威尼斯人Count down show》

2014
- 《周柏豪 Colors of Life 演唱會》
- 《903 拉闊音樂會》- 古巨基 x 方皓玟 x 林欣彤 x 連詩雅
- 《超級無敵獎門人 20 週年 SUPERSHOW》- 廣州站
- 《周柏豪 PERFECT 8 廣州演唱會》
- 《新城國語力頒獎禮》
- 《Neway Music Live 2014》

2015
- 《Pakho Perfect 8 Macau Live 2015》
- 《Neway Music Live 2015》
- 《電訊盈科 - 香港電訊週年聯歡晚會》
- 《零碳天地青少年跳舞表演》

2016
- 《澳門花車巡遊 2016》
- 《Yo! 聖艾粒 battle 五行欠》
- 《電訊盈科 - 香港電訊週年聯歡晚會》
- 《叱咤樂壇流行榜頒獎禮》

2017
- 《JOOX Presents ILUB C ALL MOMENT 演唱會》
- 《ILUB 開光大典》
- 《余氏國際春茗》
- 《Yo! 聖艾粒 battle 五行欠》- 澳門站

2018
- 《國際青年舞蹈節》

2021
- 《伍仲衡再搞花臣演唱會》

2024
- 《騰龍運鑽歡樂春節》- 擔任大會舞蹈總監/舞蹈編排

2025
- 《金鱗昇輝歡樂春節》- 擔任大會舞蹈總監

## 獲獎
- 2008年：勁歌王年度總選頒獎典禮——勁歌王組合獎
- 2007年：新城勁爆頒獎禮2007——新城勁爆組合獎
- 2007年：RoadShow頒獎禮2007——至尊組合獎
- 2007年：TVB 2007年度十大勁歌金曲頒獎禮——組合銀獎
- 2006年：RoadShow頒獎禮2006——至尊組合獎
- 2006年：TVB 2006年度十大勁歌金曲頒獎禮——組合銅獎
- 2006年：PM 第五屆夏日人氣歌手頒獎典禮——人氣實力跳舞組合獎
- 2006年：第三屆勁歌王年度總選頒獎典禮——勁歌王最佳跳舞勁合獎
- 2006年：君子雜誌——活力演繹獎
- 2006年：車王雜誌
- 2006年：新城勁爆頒獎禮2006——新城勁爆組合獎
- 2006年：叱咤樂壇流行榜——叱吒樂壇組合銅獎
- 2005年：PM第四屆樂壇頒獎典禮——強勢跳舞組合
- 2005年：PM第四屆夏日人氣歌手頒獎典禮——人氣歌曲獎《繼續唱》
- 2004年：TVB紅星陸運會4 x 100米——銀牌
- 2004年：PM第三屆樂壇頒獎典禮——金曲獎《大搖大擺》
- 2004年：PM人氣奪標頒獎禮——人氣奪標金曲《A Better Day》
- 2004年：TVB 2003年度十大勁歌金曲頒獎禮——最受歡迎合唱歌曲（銅獎）《Kiss Kiss》
- 2003年：TVB 2003年勁歌金曲第一季季選——最受歡迎改編歌曲演繹獎《Kiss Kiss》
- 2003年：第二十五屆十大中文金曲——最有前途新人組合獎 - 金獎
- 2002年：TVB 2002年度十大勁歌金曲頒獎禮——最受歡迎新人組合（銀獎）
- 2002年：TVB 2002年度十大勁歌金曲頒獎禮——最受歡迎合唱歌曲（金獎）《魅力移動》
- 2002年：新城勁爆頒獎禮2002——新城勁爆新登場組合
- 2002年：PM新勢力頒獎禮——PM勁型火辣組合獎
- 2002年：TVB 2002年度勁歌金曲第四季季選——最受歡迎改編歌曲演繹獎《我知道》
- 2002年：TVB 2002年勁歌金曲第二季季選——最受歡迎合唱歌曲《魅力移動》
- 2002年：PM 新世紀最佳跳舞組合獎
- 2002年：E*plus 樂壇新人巡禮2002——新人賞
- 2002年：E*plus 樂壇新人巡禮——最具潛質組合獎